# Кримулдский край
Кри́мулдский край (латыш. Krimuldas novads) — административно-территориальная единица в центральной части Латвии, в историко-культурной области Видземе. Край состоит из двух волостей; центром края является крупное село Рагана.
Край был образован 1 июля 2009 года из части расформированного Рижского района.
Площадь края — 339,1 км². Граничит с Сейским, Лимбажским, Паргауйским, Лигатненским, Сигулдским и Инчукалнсским краями.

## Население
Население на 1 января 2010 года составляло 5778 человек.
Национальный состав населения края по итогам переписи населения Латвии 2011 года:
| Национальность | Численность, чел. (2011) | %        |
| -------------- | ------------------------ | -------- |
| Латыши         | 4961                     | 93,20 %  |
| Русские        | 188                      | 3,53 %   |
| Белорусы       | 45                       | 0,85 %   |
| Украинцы       | 31                       | 0,58 %   |
| Поляки         | 39                       | 0,73 %   |
| Литовцы        | 30                       | 0,56 %   |
| Другие         | 29                       | 0,54 %   |
| всего          | 5323                     | 100,00 % |

## Территориальное деление
- Кримулдская волость (латыш. Krimuldas pagasts), центр — Рагана;
- Ледургская волость (латыш. Lēdurgas pagasts), центр — Ледурга.

## Археология
На ножнах сабли-меча из могильника Кримулдас в 1960 году был обнаружен знак Владимира.